# كرزيسزتوف كوسلنياك
كرزيسزتوف كوسلنياك (بالبولندية: Krzysztof Kościelniak) (7 آب، 1965 رابكة - بولندا) –
قسسيس كاثوليكي، بروفيسور في التاريخ (تاريخ الشرق، الدراسات الأسيوية، الدراسات الإسلامية، تاريخ الأديان، تاريخ الكنائس الشرقية). يعمل حاليا أستاذ فيجامعة جا جيلونيان في كراكوف، وفي جامعة البابوية يوحنا بولس الثاني في كراكوف - بولندا، وفي المدرسة الإكريليكية للأباء البولنين - كراكوف.

## الخبرات التعليمية والبحثية
درس معهد لتعليم اللاهوت في أبرشية كراكوف - (1985-1991) ثم الأكاديمية البابوية في اللاهوت في كراكوف- منذ عام 2009 البابا يوحنا بولس الثاني الجامعة البابوية.ثم بدأ المرحلة الثانية من الدراسات في كلية اللاهوت (1992) دراسات أخرى: معهد الدراسات الشرقية وفقه اللغة - جامعة جاجيلونيان (1995-1996).
معهد اللغات والثقافات في الشرق الأوسط في جامعة روبيخت كارلز في هايديلبيرغ, ألمانيا (1996-1997).
المعهد الباباوي للدراسات العربية والإسلامية- مركز تعليم العربية (القاهرة-مصر) 1997-1998 .
مركز الفرنسيسكان للدراسات المسيحية الشرقية (القاهرة- مصر) 1997-1998). حاز على الدكتواره في علم الأديان 1999 من كلية اللاهوت في الأكاديمية الباباوية للاهوت. أطروحة ما بعد الدكتوراه: العلوم الإنسانية - تاريخ الشرق 2001 - كلية التاريخ والتراث الثقافي. عمِلَ أبحاث لمدة طويلة في سوريا-(2002-2003)  نال درجة الأستاذية عام 2004-2005 في كلية التاريخ في جامعة جاجيليون.  مراحل بحثية مختلفة تتضمن بحوثا عن سوريا أيضا (عشرة ابحاث من 2004-2011)، روما، بولونيزيا الفرنسية، لندن، نيوزيلندا.
دراسات حول الأقليات المسلمة في شنج تشيانج –الصين، يالا، بتاني، ناراثيوات (جنوب تايلند)، وتركيا.
محاضر في جامعة فوجين وتام كونج في تايبيه 2016 -2017 .  ومحاضر في جامعة القوقاز الدولية - جروجيا - تبليسي 2018. 

## الخبرات المهنية
أثناء عمله كقسيس كاثوليكي تعرَّف إلى مجتمعات كاثوليكية في بلدان مختلفة. 
جامعة جاجيلوانيان: منذ عام 2005 أستاذ في كلية الدراسات الدولية والسياسية. رئيس قسم الشرق الأوسط وشمال أفريقيا منذ عام 2011. ورئيس معهد الشرق الأقصى (2012-2016). (ساهم في إنشاء الدراسات الآسيوية)، عضو لجنة ، منظم عدة مدارس صيفية في العديد من البلدان الآسيوية.  
الأكاديمية الباباوية للاهوت (منذ عام 2009 البابا يوحنا بولص الثاني في مدينة كراكوف): منذ عام 1994، أستاذاً في كلية اللاهوت، كلية الفلسفة، كلية التاريخ والتراث الثقافي، كلية العلوم الاجتماعية. أستاذ مساعد وأستاذ في كلية التاريخ والتراث الثقافي (2001-2009). شغل العديد من المناصب  مثل: مؤسس ورئيس تحرير المجلة العلمية (أورينتاليا كريستيانا كراكوفينسيا- 2009-2012). سلسلة للمصادر الشرقية والمونوجرافات  ونظم عدة مدارس صيفية في سوريا.
نشاطات ذو صلة بالخبرات: شارك في مؤتمر حزب الشعب الأوروبي في البرلمان الأوروبي في البندقية، ومركز الدوحة الدولي للحوار بين الأديان في قطر ، مركز الرأي للدراسات، رابطة الأعمال التجارية الأردنية الأوروبية،  الأكاديمية الصينية للعلوم والماليزية (الجامعة الماليزية للعلوم الإسلامية).  قدم مئة وعشرين ورقة علمية وقام بمقابلات عديدة. قدم 

## الأبحاث العلمية
تتركز ابحاثه في مجالات الدراسات الأسيوية/ الشرقية:
التنوعات الثقافية والعرقية للمهاجرين المسلمين في بولندا 1989- 2014، آفاق وتحديات هجرة المسلمين إلى أوروبا،  العلاقات بين المسلمين والهندوس بعد إنشاء حزب بهارتيا جاناتا في الهند، مجتمع الإيغور المسلم في الصين، حياة أفاق خوجا 1626-1694 في السياق التاريخي للآرائه عن دوره داخل مجتمع الإيغور).
- دراسات إسلامية (التأثير المسيحي في التقاليد الإسلامية)، مفهوم الوقت والتقويم في الإسلام، الجن والشياطين في ظل المفهوم القرآني،  مفهوم المطهر (الأعراف) في الإسلام، تفسير القرآن في الإسلام،  الفقه الإسلامي وقواعد اللاهوت الإسلامي السني، مظاهر العرافة تبعا لفريد الدين العطار النيسابوري (توفي في 1221)،  مفهوم الإسلام كدين عالمي، مفهوم الإسلام بالإيمان باليوم الآخر،  العبودية  ومكانة المرأة في الإسلام، مفهوم الجهاد في المصادر السنية والتعديلات الحديثة في مفاهيم الجهاد في العالم الإسلامي، الجهاد في مختلف جوانب السياقات التاريخية / تاريخيا ولاهوتيا وجدليا /  مؤلف أول قاموس للقرآن بالبولندية. ترجم وعلَّق على بعض الأحاديث النبوية).
- تاريخ الإسلام (تاريخ آسيا الوسطى من القرن السادس حتى القرن الثاني عشر،  وتاريخ إفريقيا/ الصحراء الجنوبية الإفريقية في العصور الوسطى /  (نشر في أجزاء من تاريخ العالم العظيم).  إنجازات وإخفاقات العباسسيين 750- 1258، معاني التاريخ في الفكر الإسلامي.  وصف قبر محمد في المدينة المنورة في القرن السابع عشر وتناول موضعوع الرجال البولنديين الذين تحولوا للإسلام نتيجة قيام الأتراك بخطفهم وإرسالهم إلى مصر،  وقام بتحليل مساهمة تاديديوش لويكي 1906-1992 للدراسات الإسلامية وتاريخ غرب إفريقيا).
- الكنائس الشرقية (العرب المسحيين قبل محمد والأدب العربي المسيحي قبل ظهور الإسلام. المسيحيون في العالم الإسلامي في العصور الوسطى، تاريخ كنيسة الروم الملكيين (1516-634)، الكنيسة المارونية في الشرق الأوسط كجسر بين الشرق والغرب، مساهمة الموارنة المسيحيين في التركيبة المجتمعية المشهورة في لبنان 1861و1864 والتغييرات الإحصائية للمسيحيين في لبنان وسوريا في القرن العشرين. التغييرات في الهوية القبطية، التعددية للكنيسة الكاثوليكية في مصر  وحالة الأقليات المسيحية في تركيا).
- التفاعل والحوار بين الإسلام والمسيحية
(تأثير الإنجيل على المفاهيم أو التصورات القرآنية للشياطين والجن في سياق نظرة مقارنة لمفهوم الشياطين في الديانات القديمة، التلفيق فيما يخص الشيطان في القرآن. التقاليد الإسلامية في خلفية التبادل الثقافي بين اللإسلام والمسيحية من القرن السابع إلى العاشر، أصل وتاريخ ومعنى الاقتباسات في الحديث من العهد الجديد،  التفاعل بين القرآن وتعدد الآلهة في الجاهلية والمعتقد المسيحي،  عناصر العدين القديم والجديد في القرآن،  التأثير المسيحي على بعض التفسيرات الإسلامية للمطهر (الأعراف)  والعناصر المبكرة للمسيحية في القرآن،  الاختلافات بين الإسلام والمسيحية).

- تاريخ العلاقات الإسلامية والمسيحية (مصادر تصف الإستيلاء على كنيسة القديس يوحنا المعمدان في دمشق في عهد الخليفة الوليد الثاتي، آلية التمازج الثقافي بين المسلمين والمسيحيين في القرون الأولى من الإسلام في الشرق الأوسط، الثقافة والدين في الشرق الأوسط في القرون الأولى للإسلام حسب ابن خلدون 1332- 1406. جوانب جدلية إسلامية مسيحية في العصور الأولى للإسلام، احتلال العرب لمدينة روما عام 846،  حالة الطوائف المسيحية في العالم قبل الحروب الصليبية،  غموض موقف المسيحيين في المجتمع الإسلامي، تدمير كنيسة القيامة في القدس عام 1009، وصف للمسيحيين في مصر من قبل الراهب الفرنسيسكاني انتوني غونزاليس 1673،  مدح ابن جبير للصليبيين لموقف الصلببيين من المسلمين أثناء رحلته إلى الشرق، أهمية الفرنسيسكان في الشرق الأوسط خلال الحقبة المملوكية،  تقليد الإمبراطور ليو السادس لفكرة الجهاد في الإسلام من عام 866 إلى عام 912،
 الأنشطة التبشيرية في الكنائس البروتستانتية في المقاطعات الشرقية في الإمبراطورية العثمانية في النصف الأول من القرن التاسع عشر، التأثيرات الغربية في تشكيل النظام السياسي في لبنان في النصف الثاني من القرن التاسع عشر، الحوار الإسلامي المسيحي في سياق حقوق الإنسان/ الإعلان العالمي لحقوق الإنسان، حوار الحياة بين المسيحيين والمسلمين في تاريخ لبنان 1861-1945 بعد النظام الأساسي للبنان، التجربة البولندية للتعايش بين المسحيين والمسلمين).

- اللاهوت وتاريخ الأديان والدراسات الدينية (مؤلف كتب مدرسية باعتبارها جزءًا من سلسلة الأديان في الشرق الأوسط الحديث والشرق الأقصى: المجلد الأول يقدم تعقيدات ظاهرة الأديان، والمجلد الثاني يقدم المخطط الشامل للهندوسية. كما نشر كتابا عن اللاهوت الكاثوليكي عن الأديان، وقد شارك في تأليف كتابين عن مباديء اللاهوت الكاثوليكي. وقد قارن فكرة الشهادة في عدة أديان عالمية. حقق حول التفاعلات والاتصالات بين قدماء المصريين والثقافة البدوية العربية  ومكونات حول بعض الأفكار التي لها علاقة بالشيطان لدى قدماء المصريين في الدين في الجزيرة العربية قبل الإسلام).
- دراسات في العهدين القديم والجديد (هذه المجموعة من المنشوارات تعطي فكرة اعتيادية عن أبحاثه المبكرة حول العبادات الشيطانية. وقام بتحليل الأفكار الرئيسية حول الأرواح الشريرة في الكتاب المقدس، قدم تفسير بعض أجزاء من إنجيل يوحنا التي يوجد بها مصطلح رب هذا العالم άρχων του̃ κόσμου τούτου. وقد درس الصلة بين فكرة وجود الشيطان في الكتاب المقدس والديانات القديمة في منطقة الشرق الأوسط وقام بنقد وتفنيد نظرية جيرالد ميسادي بأن مفهوم الشيطان في الكتاب المقدس يستند على أعتقادات من العبادات الفارسية القديمة   بالإضافة إلى الفكرة عن الشيطان بالكتاب المقدس أجرى تفسيرا للصلاة الربانية وغيرها من أجزاء العهد الجديد التي أدرجت في التقاليد الإسلامية.

## العضوية في منظمات مهنية
عضو في رابطة العرب والمسلمين الأوروبية ، وعضو في لجنة الدراسات الشرقية التابعة لأكادمية العلوم البولندية في وارسو 2011-2014، عضو هيئة رئاسة هذه اللجنة،  عضو اللجنة البيزنطية التابعة لأكادمية العلوم البولندية في وارسو والمجتمع العلمي في أستراليا ونيوزيلندة وأقونوسيا،  عضو رابطة اللاهوتيين في بولندا والمجتمع اللاهوتي البولندي في كراكوف/ اللجنة اللاهوتية والتاريخية، وعضو في جامعة البابا يوحنا بولص الثاني للحوار بين الثقافات في كراكوف).

## مؤلفاته
- المسلمون البولندييون. ديانة وحضارة [Muzułmanie polscy. Religia i kultura], Kraków: Wydawnictwo M 2015 (accessed: 20.12.2016);
- الهندوسية، الديانات المعاصرة للشرق الأوسط والشرق الأقصى ” vol. 2 [Hinduizm, „Religie współczesnego Bliskiego i Dalekiego Wschodu” vol. 2], Kraków: Wydawnictwo M 2015;
- الظاهرة الشائكة للدين، الديانات المعاصرة في الشرق الأوسط والشرق الاقصى” vol. 1 [Złożony obraz zjawiska religii, „Religie współczesnego Bliskiego i Dalekiego Wschodu” vol. 1], Kraków: Wydawnictwo M 2014; (accessed 12.12.2016)
- وجوه فلسفية ودينية للزمن والتاريخ في الإسلام, [Czas i historia w islamie. Kalendarz i podstawy chronologii muzułmańskiej], Kraków: Wydawnictwo UJ 2013 (accessed: 12.07.2016);
- Dillemas of democracy In the Middle East.Izrael, Jordan, Turkey, ed. K. Kościelniak, Kraków: UNUM 2010 (accessed: 12.07.2016).
- الدولة، الدين، المجتمع . مواضيع مختارة من السياسة العصرية في الشرق الأوسط [Państwo, religia i wspólnota. Wybrane zagadnienia z procesów modernizacji na Bliskim Wschodzie], ed. K. Kościelniak, Kraków: UNUM 2010;
- Change and Stability.State, Religion and Politics in the Middle East and North Africa, ed. K. Kościelniak, Kraków: UNUM 2010 (accessed: 22.12.2016);
- Prosperity and Stagnation.Some Cultural and Social Aspects of the Abbasides Period (750-1258), ed. K. Kościelniak, “Orientalia Christiana Cracoviensia” 1, Kraków 2010 (accessed: 12.07.2016);
- حقوق الإنسان في ظل ثقافات افريقيا الشمالية والشرق الأوسط والاشرق الأقصى[Prawa człowieka w kulturze północnej Afryki Bliskiego i Dalekiego Wschodu], ed. K. Kościelniak, Kraków: UNUM 2008 (accessed: 12.12.2016).
- المعجم المفهرس للقرآن الكريم [Tematyczna konkordancja do Koranu, Kraków 2006, Kraków: UNUM 2006 (accessed: 10.07.2016);
- السنّة، الحديث والتقليديين . مقدمة للتقاليد الإسلامية [Sunna, hadisy i tradycjoniści. Wstęp do tradycji muzułmańskiej], Kraków: UNUM 2006 (accessed: 10.07.2016);
- Christentum und Islam.Perspektive und Probleme des Dialogs, Kraków: UNUM, 2005 (accessed: 15.07.2016);
- اليونانيون والعرب . تاريخ الكنيسة الملكيتية (الكاثوليكية) في الأراضي التي غزاها المسلمون (634-1516)[Grecy i Arabowie. Historia Kościoła melkickiego (katolickiego) na ziemiach zdobytych przez muzułmanów (634-1516)], Kraków: UNUM 2004 (accessed: 10.07.2016);
- الجهاد . الحرب المقدسة في الإسلام . العلاقة بين الدين والدولة . الإسلام مقابل الديموقراطية . المسيحيّون في الدول الإسلامية, [Dżihad. Święta wojna w islamie. Związek religii z państwem. Islam a demokracja. Chrześcijanie w krajach muzułmańskich], Kraków: Wydawnictwo M 2002 (accessed: 17.07.2016);
- Zło osobowe w Biblii. Egzegetyczne, historyczne, religioznawcze i kulturowe aspekty demonologii biblijnej, Kraków: Wydawnictwo M 2002 (accessed: 17.12.2016);
- المسيحية في مواجهة ديانات العالم[Chrześcijaństwo w spotkaniu z religiami świata], Kraków: Wydawnictwo M 2002 (accessed: 14.07.2016);
- التقاليد الإسلامية في خلفية التثاقف الإسلامي المسيحي بدءا من  القرن السابع إلى العاشر . منشأ وتاريخ ومعنى الاحاديث المستعارة، [Tradycja muzułmańska na tle akulturacji chrześcijańsko-islamskiej od VII do X wieku. Geneza, historia i znaczenie zapożyczeń nowotestamentowych w hadisach], Kraków: UNUM 2001 (accessed: 22.11.2016).
- عشرون قرن من المسيحية في الحضارة العربية، الجزء الأول: العرب القدماء، المسيحية والعرب حتى قدوم محمد (632)  [XX wieków chrześcijaństwa w kulturze arabskiej. Tom I: Arabia starożytna. Chrześcijaństwo w Arabii do Mahometa (632)], Kraków: UNUM 2000 (accessed: 19.07.2016);
- علم الشياطين والجان في الإنجيل والقرآن وتأثير الإنجيل على التصورات القرآنية للشياطين والجن في سياق قراءة تفاعلية في الديانات القديمة-  [Złe duchy w Biblii i Koranie - wpływ demonologii biblijnej na koraniczne koncepcje szatana w kontekście oddziaływań religii starożytnych], Kraków: UNUM 1999 (accessed: 1.07.201).

## روابط، مصادر
- موسوعة أكسفورد لشخصيات جمهورية بولندا – Osobistości Rzeczypospolitej Polskiej, entry: Krzysztof Kościelniak, London: An Oxford Encyclopedia Publication 2016, صفحة. 555–556 (عرض أنشطة البروفسور كرزيستوف كوشيلنياك وإنجازاتها حتى عام 2016);
- الببليوغرافيا العلمية البولندية (PBN) - بوابة وزارة العلوم البولندية، Polska Bibliografia Naukowa PBN, Krzysztof Kościelniak (قائمة كاملة بالأعمال العلمية المنشورة للبروفيسور كرزيستوف كوشيلنياك), [accessed: 12.07.2016].
- Academia, Krzysztof Kościelniak – Jagiellonian University – Department of the Middle and Far East (غالبية المنشورات العلمية للبروفيسور كرزيستوف كوشيلنياك على الإنترنت): [accessed: 12.07.2016].
- K. Kaucha, Kościelniak Krzysztof, w: Leksykon teologii fundamentalnej, red. M. Rusecki i inni, Lublin-Kraków 2002, s. 653-654 (omówienie zasadniczych osiągnięć naukowych K. Kościelniaka do 2001);
- J. Hauziński, [ بحث في تاريخ العالم الإسلامي في بولندا بعد عام 1945] Badania nad dziejami świata islamu w Polsce po 1945 roku, in: T. Majda (ed.), Szkice z dziejów polskiej orientalistyki, vol. V, Warszawa 2010, صفحة. 69–70 (عرض مساهمة البروفيسور كرزيستوف كوشيلنياك في الدراسات الشرقية حتى عام 2008);
- D. Rosiak, Ziarno i krew. Podróż śladami bliskowschodnich chrześcijan [القمح والدم. السير على خطى المسيحيين في الشرق الأوسط ], Wołowiec: Wydawnictwo Czarne 2015, wstęp (ذاكرة من الاجتماع كرزيستوف كوشيلنياك) (accessed: 29.12.2016)
- International Institute of Advanced Islamic Studies (IAIS) Malaysia, Kuala Lumpur, Krzysztof Kościelniak, [accessed: 10.07.2016].
- The Institute of the Middle and Far East (Instytut Bliskiego i Dalekiego Wschodu), Ks. prof. dr hab. Krzysztof Kościelniak, [accessed: 12.07.2016].
- Krzysztof Kościelniak, Dorobek naukowy Katedry Historii Religii Bliskiego i Dalekiego Wschodu نسخة محفوظة 14 نوفمبر 2016 على موقع واي باك مشين. [كرزيستوف كوشيلنياك، إنجازات قسم تاريخ الدين في الشرق الأوسط والشرق الأقصى في كلية التاريخ والتراث الثقافي، جامعة يوحنا بولوس الثاني البابوية في كراكوف] (عرض أنشطة البروفيسور كرزيستوف كوشيلنياك والإنجازات حتى عام 2011) [accessed: 22.03.2011].
- Sprawozdanie dziekana Wydziału Studiów Międzynarodowych i Politycznych UJ z kadencji 2012-2016 نسخة محفوظة 14 نوفمبر 2016 at Archive.is [ تقرير عميد كلية الدراسات السياسية والدولية - جامعة جا جيلونيان للفترة 2012-2016 ] [accessed: 21.07.2016].
- مؤتمر الدوحة الثامن في حوار الاديان in: Vita Academica 6(60)2010, p. 26; [accessed: 25.06.2016].
- Instytut Bliskiego i Dalekiego Wschodu UJ, Wydarzenia [ معهد الشرق الأوسط والشرق الأقصى - الأحداث] [accessed: 20.07.206]
- Instytut Bliskiego i Dalekiego Wschodu UJ, Galerie i blogi, [ معهد الشرق الأوسط والشرق الأقصى - معارض ومدونات ] [accessed: 20.07.2016].
- Rozmowy Teofila: Rozmowa A. Dobrzyńskiego OP z ks.Krzysztofem Kościelniakiem - Dlaczego warto zajmować się islamem? [نقاش التيوفيل: محادثة مع القس كرزيستوف كوشيلنياك، لماذا الإسلام جدير بالطلاع عليه؟ ], in: ‘Teofil – Pismo Kolegium Filozoficzno-Teologicznego Dominikanów’ 24(2006) صفحة. 23–4; [accessed: 12.07.2016];
- Rozmowa o dialogu chrześcijańsko-muzułmańskim J. Bocheńskiej z ks. prof.Krzysztofem Kościelniakiem [حوار مسيحي- مسلم بين ج، بوشينشكا والقس البروفيسور كرزيستوف كوشيلنياك  ], in: ‘Tolerancja.pl’ [accessed: 12.07.2016];
- Dialog życia.Rozmowa ks. dr Piotra Gąsiora z ks. prof.Krzysztofem Kościelniakiem [حوار الحياة. محادثة القس الدكتور بيتر كاشيور مع القس البروفيسور كرزيستوف كوشيلنياك ], in: ‘Niedziela Ogólnopolska’ 48/2006, صفحة. 13–14; [accessed: 18.07.2016]);
- Co mamy przemilczać?! Z ks. prof. dr. hab. Krzysztofem Kościelniakiem - islamoznawcą, wykładowcą na Papieskiej Akademii Teologicznej – rozmawia ks.Piotr Gąsior [هل سنبقى صامتين؟ محادثة القس الدكتور بيتر كاشيور مع القس البروفيسور كرزيستوف كوشيلنياك، محاضر في الأكاديمية البابوية للاهوت ], in: ‘Niedziela Ogólnopolska’ 43/2006, صفحة. 18–19 [accessed: 12.07.2016].
- Radość w Rabie Niżnej – mieszkańcy są dumni z ks. Prof. Krzysztofa Kościelniaka [ فرح في رابا نيجنا - أهل رابا نيشنا فخورون بالقس القس كرزيستوف كوشيلنياك ], in: Gazeta krakowska – nowosądecka, 16.12.2005, صفحة. 1–2.
- Ksiądz Profesor z Raby Niżnej – specjalista od islamu i świata arabskiego, [القس الأب أستاذ من رابا نيقنا - خبير في الإسلام والعالم العربي], in: Nasza Gmina Mszana Dolna 4(2005) p. 9.
- 30 przesiadek. Wspomnienia studentów z wyjazdu naukowego do Syrii, [ ثلاثون تغييرا. ذكريات الطلاب المشاركين في المدرسة الصيفية في سوريا ], in: ‘Patos’ part I 4(2005) صفحة. 16-17; part II 1(2006) صفحة. 14-15.